# Umbanda
Umbanda je synkretické afroamerické náboženství. Setkávají se zde duchovní tradice afrických otroků a původních obyvatel amerického kontinentu. Samotná víra v oriše je původně z oblasti Nigérie od Jorubů, kteří tvořili největší etnickou skupinu mezi dováženými otroky do Brazílie. Synkretismus se pak projevuje i v úctě ke křesťanským světcům.

## Věrouka
Od afrických domorodců přivezených k otrocké práci je převzata celá kosmologie (víra v oriše) a forma rituálu. Orišové jsou v jejich pojetí personifikované síly přírody, kvality, které stvořily tento svět. Víra pak zahrnuje kontakt s božstvem mateřství a všech moří Yemanjá (Jemanža), božstvem ohně a spravedlnosti, jež představuje i archetyp krále – Xango (Šango), nebo s nebeským božstvem ztělesňující moudrost, zrání a duchovnost, Oxalá (Ošala).
Další prvky pocházejí od původních obyvatel Brazílie.
V duchovní praxi umbandy se hodně pracuje s duchy zvanými caboclos, což jsou duchové původních obyvatel a pralesní duchové. V těchto rituálech se získává moudrost a znalosti k léčení.
Dále jsou zde orišové, světci, k nimž se věřící také modlí (a užívají se i křesťanské modlitby).
Součástí je také tanec, při němž se účastníci dostávají do transu za rytmu bubnů a zpěvů pocházejících od afrických otroků.
Dalším rozměrem je spiritismus a praxe médií. Všechny tyto rituály a jejich složky se užívají také k léčení.

## Popularizace
Český religionistický server Náboženský infoservis spolu s časopisem Dingir přinesly články o rituálech konaných v Praze (viz Externí odkazy). Dne 21. května 2023 se konal rituál v pražských Vršovicích.